# كيم إكدال دو ريتز
كيم إكدال دو ريتز (مواليد 23 يوليو 1989) هو لاعب كرة يد سويدي متقاعد.